# Los 40
Los 40 (stilizzata come LOS40; precedentemente Los 40 Principales) è una stazione radiofonica spagnola a tema musicale, appartenente a Prisa Radio. È la stazione radio tematica pionieristica e più ascoltata del paese, con circa 2.783.000 ascoltatori. 
Ha versioni in altri dieci paesi, il che la rende la prima stazione radio musicale internazionale in Spagna e America Latina. Può essere ascoltata in radio FM, via DTT, streaming e app.